# 仰望夜空
《仰望夜空》（英文：The Sky at Night）是一部BBC出品的關於天文學的月度電視紀錄片。從1957年4月24日首播以來，該節目都由同固定的一名主持人帕特里克·穆爾爵士主持，使它成為電視史上同由一名主持人主持的最長的節目。
此節目的開場和結束主題曲都是"At the Castle Gate"，節選自佩利亞斯與梅莉桑德的配樂，作者是让·西贝柳斯。

## 內容
這個節目廣泛地涵蓋了宇航和太空相關內容。過去，話題一般包括恆星演化、射電天文學、人造衛星、黑洞、中子星等等。該節目也包括夜空在節目播出時正在發生什麼，尤其是當有些不平常，如彗星或流星雨出現時。
對於節目為什麼會有長久的吸引力，摩尔解釋道：「天文學是一個迷人的主題。你朝天上看...將不由自主地產生興趣，它就在那兒。我們試圖將其帶給人們..那不是我的，而是天文學的吸引力。」

## 名人客串
該節目中出現過眾多世界重要天文學家，包括哈罗·沙普利（首次測出银河系的大小）、弗雷德·霍伊尔、约瑟琳·贝尔·伯奈尔、哈罗德·史宾塞·琼斯、马丁·赖尔, 巴特·包克 和卡尔·萨根。其他嘉賓包括皇家天文學家马丁·里斯、艾伦·查普曼、伯纳德·洛维尔、迈克尔·本丁、沃纳·冯·布劳恩、英國公開大學教授约翰·扎尼克、莫妮卡·格雷迪、Edwin Maher和科林·皮林格.
很多知名宇航員也曾出現在這個節目中，如皮尔斯·塞勒斯、尤金·塞尔南、巴兹·奥尔德林和尼尔·阿姆斯特朗。
由於一次沙門桿菌病的嚴重發作，在2004年7月摩尔沒能進行廣播。這次，牛津大學的宇宙學家Chris Lintott代替了他，他後來在8月的節目中回歸。這是節目播出54年來摩尔唯一一次沒有主持這個節目。
天體物理學博士布賴恩·梅（皇后樂隊的吉他手）不時在節目中客串。
2007年4月1日，Sir Patrick主持了節目的50週年慶典，特別節目《時間旅行》播出。該期節目包括了由乔恩·卡尔肖扮演的年輕摩尔，拍攝於Teddington Studios，因為該節目1957年的家莱姆园摄影棚在1992年已被拆除。
2011年3月6日，Sir Patrick 持了該節目第700期，一個回顧性特別節目。在該期節目中，乔恩·卡尔肖再次扮演了年輕的摩尔，以及布赖恩·梅和布萊恩·考克斯在該節目上的第一次出現。

## 紀念榮譽
國際天文聯會為慶祝該節目的50年慶典，命名了小行星57424（數字是該節目的首播時間，名字是拉丁文的「夜晚星空」）。
2007年2月，皇家郵政發行了6張天文學郵票以紀念這個節目。
在《吉尼斯世界紀錄大全》中，帕特里克·摩尔被列為世界最多產主持人，他自1957年以來主持了除一集以外的所有The Sky at Night节目。

## DVD 發行
一張特別紀念the Sky at Night電影Apollo 11: A Night to Remember DVD在2009年7月6日發行，那天是人類首次踏上月球的40週年。

## 外部連結
- 在BBC Programmes了解《仰望夜空》（英文）

- 在BBC Online了解The Sky at Night  at bbc.co.uk
- 互联网电影数据库（IMDb）上《The Sky at Night》的资料（英文）
- Official Sky at Night Magazine website（页面存档备份，存于）
- 650th programme on 8 January 2007（页面存档备份，存于）
- Review of the 50th anniversary programme on Freaky Trigger（页面存档备份，存于）
- A video interview on Astrotalkuk.org on 20th August 2009（页面存档备份，存于）